# Ectocarpaceae
Famille
Les Ectocarpaceae sont une famille d’algues brunes de l’ordre des Ectocarpales. 

## Étymologie
Le nom vient du genre type Ectocarpus, dérivé du grec ἐκτός / ektós, dehors, et καρπός / karpós, fruit.

## Liste des genres
Selon AlgaeBase (23 août 2017) :
- Capsicarpella Bory
- Ectocarpus Lyngbye
- Epinema P.J.L.Dangeard
- Kuckuckia Hamel
- Pleurocladia A.Braun
- Rotiramulus R.X.Luan
- Spongonema Kützing

Selon ITIS (23 août 2017) :
- Acinetospora
- Bachelotia
- Dichosporangium
- Ectocarpus
- Endodictyon
- Entonema
- Feldmannia
- Giffordia
- Herponema
- Kolderupia
- Kuckuckia
- Kuetzingiella
- Laminariocolax
- Mikrosyphar
- Phaeostroma
- Pilayella
- Pylaiella
- Sorocarpus
- Spongonema
- Streblonema
- Waerniella

Selon World Register of Marine Species (24 décembre 2022) :
- Ectocarpidium G.Shperk, 1869
- Ectocarpus Lyngbye, 1819
- Epinema P.J.L.Dangeard, 1962
- Kuckuckia G.Hamel, 1939
- Phaeostroma Kuckuck, 1893
- Pleurocladia A.Braun, 1855
- Spongonema Kützing, 1849
- Xanthosiphonia J.Agardh, 1894